# Haighton
Haighton – civil parish w Anglii, w Lancashire, w dystrykcie Preston. W 2011 roku civil parish liczyła 202 mieszkańców.

## Etymologia
Źródło:.

Nazwa miejscowości na przestrzeni wieków:
- 1086 w. – Halctun
- 1200 w. – Aulton
- 1212 w. – Halicton
- 1278 w. – Halghton
- 1292 w. – Alghton
- 1560–1600 w. – Halghton, Haughton, Haghton i Haighton